# Цыбуль, Сергей Валерьевич
Сергей Валерьевич Цыбуль (22 сентября 1979, Волковыск, Гродненская область) — белорусский футболист, нападающий.

## Биография
Воспитанник ДЮСШ города Волковыск, первый тренер — Евгений Геннадьевич Савостьянов. Взрослую карьеру начал в низших лигах чемпионата Беларуси в клубах «Химволокно» (Гродно), «Смена» (Волковыск), дубле гродненского «Немана».
В неполные 17 лет был переведён в основную команду «Немана». Дебютный матч в высшей лиге Беларуси сыграл 11 августа 1996 года против могилёвского «Днепра», заменив на 76-й минуте Павла Пузыну. Первый гол в высшей лиге забил 2 ноября 1996 года в ворота «Динамо-93», ставший победным в матче (1:0). Со следующего сезона стал регулярно играть в стартовом составе гродненского клуба. Лучший бомбардир «Немана» в сезонах 1997 года (8 голов) и 1998 года (7 голов).
Летом 1999 года перешёл в московский «Локомотив», но не сыграл за основную команду ни одного матча. В первом сезоне играл за дубль во втором дивизионе России, а затем был отдан в аренду в «Спартак» (Нальчик), игравший в первом дивизионе. В 2000 году стал лучшим бомбардиром нальчан с 7 голами. Дальнейшему развитию карьеры помешали многочисленные травмы и операции — сезон 2001 года игрок пропустил полностью, в 2002 году выступал только на старте сезона.
В 2003 году вернулся в «Неман» и регулярно играл за команду, но смог отличиться только одним голом. В том же сезоне сыграл один матч в Кубке УЕФА. Первую часть сезона 2004 года провёл в составе аутсайдера высшей лиги «Белшины», затем выступал только за клубы низших лиг.
В 2004 и 2005 годах в составе «Сморгони» дважды стал бронзовым призёром первой лиги Беларуси. В ходе сезона 2006 года перешёл в «Лиду», с которой в том же году вылетел из первой лиги, а в 2007 году стал серебряным призёром второй лиги и лучшим бомбардиром клуба (13 голов). В 2010 году перешёл в игравший во второй лиге «Неман» (Мосты), где ни разу за сезон не смог отличиться и завершил профессиональную карьеру.
В дальнейшем играл за ряд любительских клубов. В составе «Азота» (Гродно) принимал участие в матчах Кубка Беларуси в 2012 году. Также выступал в соревнованиях ветеранов.
Всего в высшей лиге Беларуси сыграл 114 матчей и забил 19 голов.